# Gabrielle Rolin
Pour les articles homonymes, voir Rolin.
Gabrielle Rolin, née le 31 août 1927 à Rhode-Saint-Genèse et morte le 5 avril 2013, à Paris, est une traductrice, critique et romancière belge.

## Biographie
Gabrielle Rolin est la fille du politicien et juriste belge Henri Rolin.
Après des études de droit à l'Université Libre de Bruxelles et un séjour à l'Université de Chicago, grâce à une bourse Fullbright, (1955-1960), elle a été journaliste pour plusieurs journaux. Correspondante à Paris, où elle était installée, du Journal des Beaux-Arts de Bruxelles (1955-1960), critique au Nouveau Candide (1966-1967), critique littéraire au journal Le Monde (1967-1989), à l'Unité, Combat socialiste et au Matin (1975-1987), chroniqueuse à Parents (1970-1973), à L'Express (1990-1992) et à Lire (1990-2002). Comme salariée, elle a travaillé au Readers Digest (1970-1981) et aux éditions Christian Bourgois (1980-1990). Elle a également été une collaboratrice régulière de France Culture pour l'émission Un livre, des voix (1986-1996).
Elle a traduit Truman Capote, Flannery O'Connor, Raymond Carver, Edith  Wharton et de nombreux autres écrivains américains.

## Prise de position
Elle publie en 1962 dans le magazine Jeune Afrique une violente critique des bandes dessinées de Tintin qui sont, selon elle, des albums réactionnaires et d'un antisémitisme latent :
« Le nom des « Mauvais » est à lui seul révélateur : Salomon Goldstein, Rastapopoulos, le Cheik Bab el Ehr, le maréchal Plekszy-Gladz ; leur physique ne l'est pas moins : nez crochu des uns, teint coloré des autres (ceux que le capitaine Haddock traite de « coloquintes à la graisse d'anthracite »), pommettes mongoles des troisièmes. »
Elle entretient par la suite une correspondance soutenue avec Hergé, et en vient à regretter son article de 1962. Elle s’excuse auprès d’Hergé de ce « péché originel », et publie un article dans la Libre Belgique du 6 février 1979 :
« Il y a une quinzaine d’année, j’ai publié un article que je n’ai cessé de regretter depuis. (…) Par la suite, la lecture du Lotus bleu (…) de Tintin au Tibet (…), de Tintin en Amérique (…) m’a convaincue de mon erreur. Raciste, cet homme-là ? Alors Saint François d’Assise était cannibale ! »

## Œuvres
Sous le nom d'Élisabeth Trévol
- Mon amour, Roman, Paris, Éditions Julliard, 1954, 247 p. (BNF 31494407)
- Cité Universitaire, Roman, Paris, Éditions Julliard, 1955, 311 p. (BNF 31494406)

Sous son nom
- Le Secret des autres, Roman, Paris, Éditions Gallimard, coll. « Le Chemin », 1960, 291 p. (BNF 33157697)
- Comment on vole son prochain, Essai, Paris, Éditions Gallimard, coll. « L'air du temps », 1960, 280 p.  (ISBN 2070254852)
- L’Histoire de France avec le sourire, vol 1, De la préhistoire à Louis XI, Bande Dessinée, dessins de F. Pichard, Paris, Éditions Nathan, 1967, 46 p. (BNF 33157695)
- L’Histoire de France avec le sourire, vol 2, De Charles VIII au Roi Soleil, Bande Dessinée, dessins de F. Pichard, Paris, Éditions Nathan, 1968, 46 p. (BNF 33157696)
- Le Mot de la fin, Roman, Paris, Éditions Gallimard, coll. « Blanche », 1972, 275 p. (BNF 35213362)

- Prix Dumas-Millier de l’Académie française en 1973
- Chères menteuses, Essai, Paris, Éditions Stock, 1978, 179 p.  (ISBN 2-234-00832-8)
- Cléo, Récit, Paris, Éditions Bias, coll. « Bis poche », 1979, 112 p.  (ISBN 2-7015-2244-7)
- L‘Innocence même, Roman, Paris, Mercure de France, 1980, 321 p. (BNF 34639153)
- Souriez, ne bougez plus, Nouvelles, Paris, Éditions Flammarion, 1985, 210 p.  (ISBN 2-08-064767-9)

- Prix Gustave Le Métais-Larivière de l’Académie française 1985
- Sorties de secours, Nouvelles, Paris, Éditions Flammarion, 1990, 292 p.  (ISBN 2-08-066485-9)[5]
- En dernière analyse, Récit, Paris, NiL Éditions, 1996, 255 p.  (ISBN 2-84111-052-4)
- Rappels à l'ordre, Nouvelles, Paris, Éditions Arléa, 2005, 210 p.  (ISBN 2-86959-711-8) - Prix de la nouvelle de l'Académie Française 2006

Comme traductrice
- Truman Capote : La Traversée de l'été, Paris, Grasset, 2006, 225 p.  (EAN 9782246703013)[6],[7]